# Battaglia di Wœrth
La battaglia di Wœrth, anche nota con il nome di battaglia di Reichshoffen (o battaglia di Frœschwiller), fu combattuta il 6 agosto 1870 tra le truppe germaniche del Principe Federico, guidate dal generale Leonhard Graf von Blumenthal e le truppe francesi guidate dal Maresciallo Patrice de Mac-Mahon nei pressi del villaggio di Wœrth, in Alsazia, lungo il corso del fiume Sûre (o Sauer), a pochi chilometri a nord di Haguenau.

## Movimenti antecedenti alla battaglia
Dopo Wissembourg la divisione martoriata del generale Abel Douay si era diretta a sud ovest in direzione di Strasburgo, mentre il Principe ereditario Federico avendo perso il contatto con Mac-Mahon, volle perlustrare il terreno ad est dei Vosgi, facendo un cambiamento difficile di fronte a sud. Il II corpo bavarese prese la via di Lembach, il V e XI corpo discesero verso Wœrth e Soultz, mentre le divisioni del Württemberg e del Baden si posizionarono sulla sinistra a Aschbach.
Il Principe ereditario ed Albrecht von Blumenthal ritenevano che Mac-Mahon si stesse ritirando su Strasburgo, ma un ussaro aveva osservato barricate sulla strada per Frœschwiller, e lo Stato Maggiore prussiano comprese che MacMahon non era a Strasburgo, al contrario, si era appena spostato dalle posizioni che aveva tenuto durante la battaglia di Wissembourg, e permaneva a Frœschwiller, che era considerata dai francesi una forte posizione anche se vulnerabile sui fianchi e facilmente aggirabile. Il Principe stava iniziando a scendere verso la città con le sue truppe divise in tre grosse colonne. Mac-Mahon confidava nel fatto di poter riunire le proprie forze per contrattaccare, ma numericamente era svantaggiato, e l'eventualità di un passaggio attraverso i Vosgi dei prussiani, che avrebbe potuto impedirgli di sorprenderli passando di lì (intendeva dirigersi attraverso i Vosgi per cogliere di sorpresa il nemico), si era rivelata irrealistica. Il Maresciallo dispose i suoi generali in queste posizioni: Auguste Ducrot (1ª divisione) e Jean Pellé (2ª divisione) come riserva, Noel Raoult (3ª divisione) al centro presso Froeschwiller e Elsasshausen, infine Marie-Hippolyte de Lartigue (4ª divisione) fu disposto sul fianco destro, il più debole della formazione.

## Svolgimento

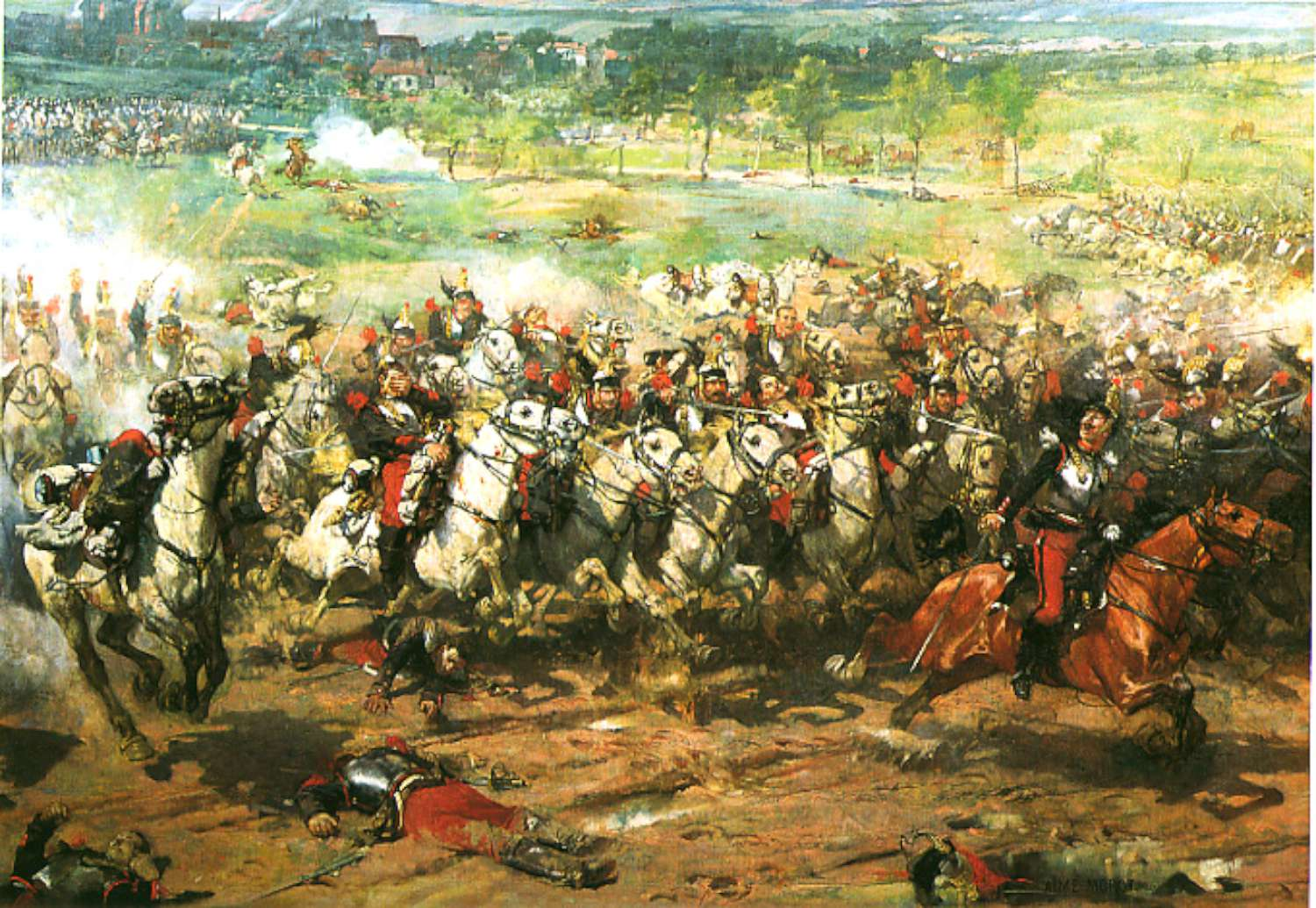
Aimé Morot, carica dei corazzieri francesi a Reichshoffen

Unità del V corpo prussiano, del II corpo bavarese e dei corpi del Baden-Württemberg, aggirando a sud le formazioni nemiche, si imbatterono improvvisamente nei francesi il 6 agosto. La 4ª divisione del generale Friedrich von Bothmer muovendosi sulla sinistra, fu sottoposta al fuoco dei veterani di Ducrot, mentre il generale August von Werder veniva colpito dalle armi di Raoult. La battaglia era scoppiata all'improvviso e contrariamente ai piani dei prussiani, i quali non desideravano che lo scontro iniziasse il 6, e furono preoccupati dall'ingaggio delle teste dell'armata quando i primi colpi di fucile iniziarono ad udirsi. Blumenthal inviò messaggeri che avrebbero dovuto comunicare di abbandonare gli scontri, ma a causa delle difficoltà del terreno non furono mai recapitati.
Il comandante del V corpo prussiano Hugo von Kirchbach, veterano della guerra austro-prussiana, dette il via all'attacco prussiano, schierando l'intera sua artiglieria di sessanta cannoni in una linea a Wœrth, e spingendo le proprie truppe al centro dei francesi. L'assalto iniziale fu una carneficina per i prussiani, i quali furono facili bersagli dei francesi. Le divisioni del Baden e del Württemberg oltretutto, non poterono fornire sostegno ai prussiani, perché ostacolati dal fiume. I bavaresi intanto, martellati dal fuoco di Ducrot, sul fianco destro dell'avanzata prussiana, riuscivano a malapena a mantenere le proprie posizioni. I 130 cannoni del generale Mac-Mahon avevano annullato qualsiasi tentativo delle forze nemiche di muoversi verso le posizioni francesi. Agli occhi dei prussiani, i francesi apparvero invisibili, e moltissimi soldati dell'esercito di Blumenthal erano caduti, senza neppure aver potuto osservare il proprio nemico. I francesi mantenevano una posizione strettamente difensiva, sfruttando il vantaggio dell'efficacia degli Chassepot, e questo era stato anche un bene per i prussiani, i quali difficilmente avrebbero potuto sostenere un contrattacco.
Sul fronte dell'assalto bavarese la situazione era così critica, che i soldati si rifiutavano di rispondere agli ordini dei propri superiori. Il generale Ludwig von der Tann non riusciva a spronare i propri uomini, e nella foresta di Frœschwiller le divisioni di Tann non fecero che soccombere, fino a quando non furono costrette ad arretrare.
I prussiani poterono imprimere una svolta diversa alla battaglia solo attraverso l'uso delle proprie micidiali artiglierie, le quali esplosero numerosi colpi mettendo a tacere nel pomeriggio le mitragliatrici francesi. Gli iniziali vantaggi dei fucili francesi furono presto vanificati dall'intervento dei cannoni prussiani. I tedeschi iniziarono quindi l'avanzata verso Elsasshausen e Frœschwiller, con le forze francesi provate dalla violenza delle bocche da fuoco nemiche, ma ancora vivaci nel respingere i prussiani. Von Blumenthal ed il Principe Federico intanto avevano capito che rinunciare ad un attacco a questo punto non avrebbe avuto senso, e quindi sostennero i corpi avanzati inviando sul campo nuovi rinforzi fino ad impegnare 88 000 uomini nella battaglia contro i 50 000 francesi. Julius von Bose col suo XI corpo alla fine decise l'esito della battaglia attaccando Mac-Mahon sul suo punto debole, mediante l'aggiramento del suo fianco destro. Gli uomini del generale Lartigue presi dal panico si dettero alla fuga, mentre le divisioni di Raoult e Ducrot erano violentemente bersagliate dall'artiglieria. Numerosi soldati si dettero alla macchia verso ovest, abbandonando i propri fucili. La 1ª e la 3ª divisione furono intrappolate a Frœschwiller ed il generale Raoult, colpito alla coscia, venne catturato. I generali Ducrot e Gustave Conseil-Dumesnil non riuscirono a tirare fuori da Frœschwiller ed Elsasshausen le proprie divisioni. Gli 11 000 uomini di Mac-Mahon furono in gran numero uccisi o feriti dai cannoni nemici.
I tedeschi, nelle ore successive, dividendo le forze del Maresciallo dall'Armata del Reno di Napoleone III, e nell'aprirsi definitivamente la strada per l'invasione della Francia, volsero a loro favore la battaglia.